# شهرستان قره‌سو (قرقیزستان)
شهرستان قره‌سو (به قرقیزی:Кара-Суу району، قارا سۇۇ رايونۇ)(به روسی: Кара-Сууский район) یک شهرستان از استان اوش در جنوب غربی قرقیزستان واقع شده‌است. این شهرستان دارای مساحت ۳۶۱۶ کیلومترمربع (۱۳۹۶ مایل مربع) می‌باشد. مرکز این شهرستان شهر قره‌سو است.

## خصوصیات
شهرستان قره‌سو بر اساس آمار سال ۲۰۰۹، مشتمل بر یک شهر ۱۲۲ منطقه مسکونی است و دارای ۳۴۸٬۶۴۵ نفر جمعیت است.